# Ljudguide

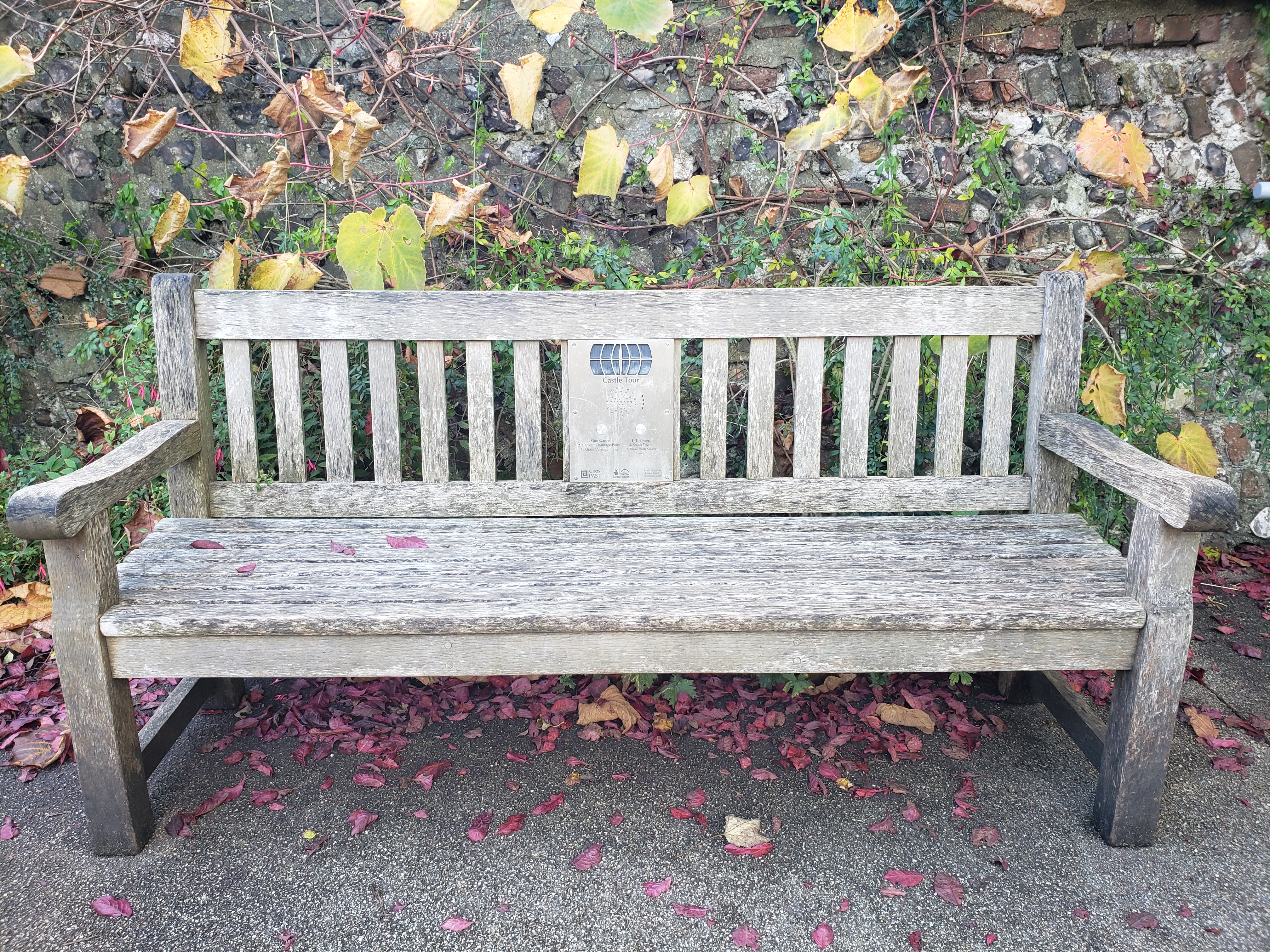
En parkbänk i England med inbyggd ljudguide.

Ljudguide (audio guide, telefonguide, mobilguide, MP3-guide, platsrelaterade berättelser) är en guidetjänst där man kan lyssna på en berättelse om en viss plats eller ett visst föremål. 
Vanligen handlar det om att använda sin mobiltelefon och följa enkla instruktioner på platsen där man befinner sig, medan berättelsen brukar ge en sammanfattning av de historiska händelserna. Ljudguider kan också användas i olika andra portabla spelare. Det kan även finnas en stationär ljudspelare på platsen.
En möjlig framtida utveckling är att koppla ihop en sådan mobiltjänst med GPS-funktioner i apparaten som då kan möjliggöra en platsstyrd berättelse.